# Candi Wates
Candi Wates is een bestuurslaag in het regentschap Pasuruan van de provincie Oost-Java, Indonesië. Candi Wates telt 5160 inwoners (volkstelling 2010).